# Paricutín
Der Vulkan Paricutín hat eine Höhe von 2800 Metern (wobei er seine Umgebung um 424 Meter überragt) und liegt im mexikanischen Bundesstaat Michoacán. Die Stadt Uruapan liegt etwa 20 Kilometer südöstlich des Vulkans.

## Entstehung
Der Vulkan entstand am 24. Februar 1943. Dabei öffnete sich ein neuer Schlot im etwa 40.000 km² großen Michoacán-Guanajuato-Vulkanfeld, das mehr als 900 monogenetische Schlackenkegel (nur einmal ausbrechende Vulkane) umfasst. Durchschnittlich ist in diesem Gebiet mit etwa zwei Ausbrüchen pro 1000 Jahren zu rechnen.
Um seine Geburt ranken sich viele widersprüchliche Geschichten. Die bekannteste ist die des Bauern Dionisio Pulido und seiner Frau Paula, die auf ihrem Maisfeld die Geburt des Vulkans mit einem dumpfen „Plopp“ erlebten.
Einen Tag später war der Vulkan bereits zehn Meter hoch und am 22. Februar immerhin schon 50 Meter.

## Aktive Phase
Bereits ein Jahr nach seiner Entstehung hatte der Berg, der schon bald nach dem in der Nähe liegenden Dorf Paricutín benannt wurde, eine Höhe von 336 Metern erreicht.
Im Laufe der Jahre wurden die Dörfer San Juan Parangaricutiro und Paricutín von Ascheregen und Lavaströmen bedeckt. Da die Zerstörung langsam vonstattenging, konnten die Orte rechtzeitig evakuiert werden und es gab unter der Bevölkerung keine Opfer. Überreste einer Dorfkirche ragen in der Nähe des Vulkans aus einem Feld erstarrter Lava auf.
Im Jahre 1952 stellte der Vulkan seine Tätigkeiten ein. Er war auf 424 Meter angewachsen. Aufgrund der monogenetischen Natur des Vulkanfeldes ist mit keinen weiteren Eruptionen des Paricutín mehr zu rechnen.

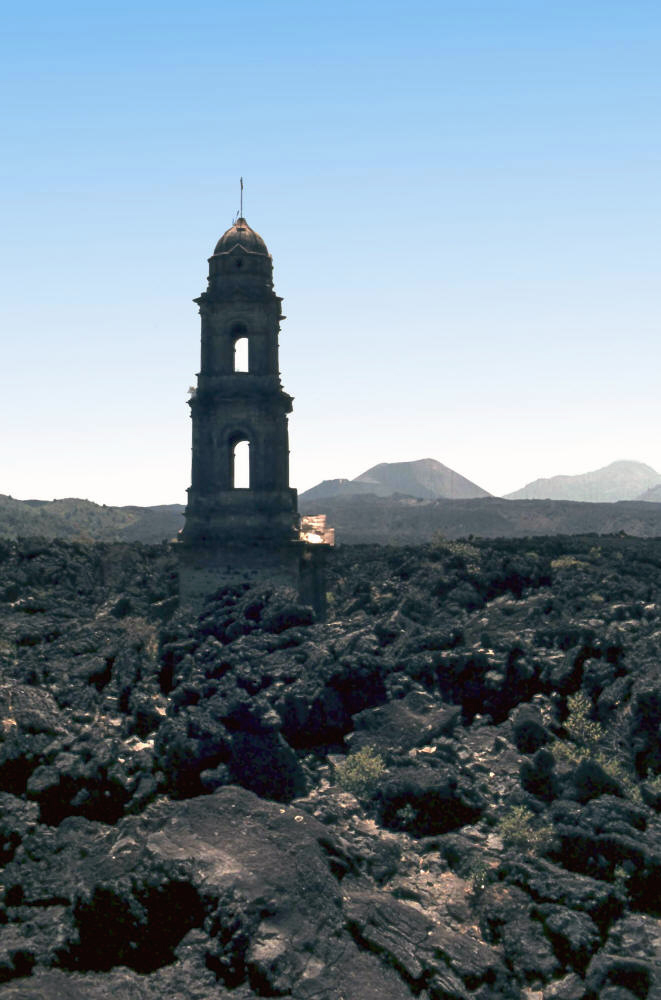
Das Lavafeld des Paricutin mit dem Turm der Dorfkirche

Wegen seiner Entstehung wird der Paricutín oft als eines der Weltwunder der Natur bezeichnet.
Der deutschstämmige Berufsfotograf Hugo Brehme konnte die Entstehung fotografieren. Sein Schwarzweißbild zeigt einen Lavastrom, der sich nach rechts ergießt. Die Rauchsäule steigt senkrecht auf und ist in sich symmetrisch.

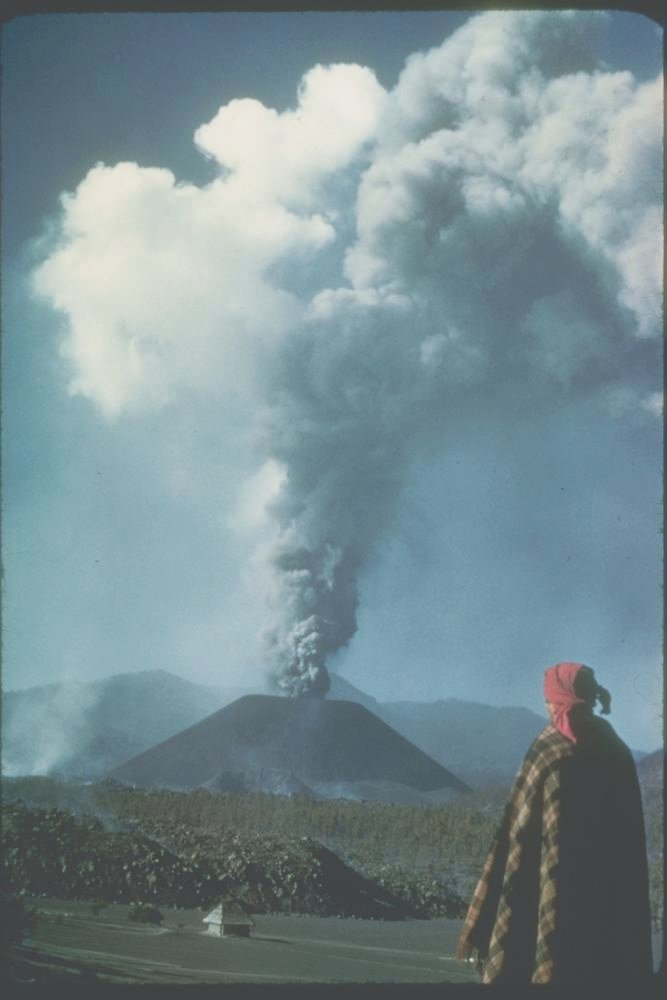
Aschekegel des Paricutín, 1943
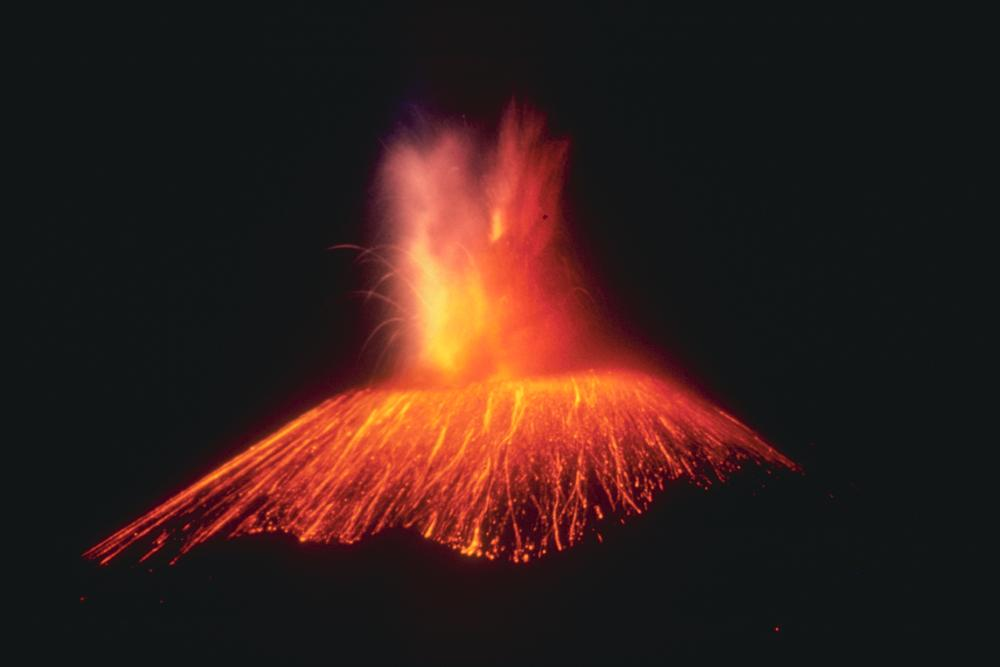
Eruption von 1943
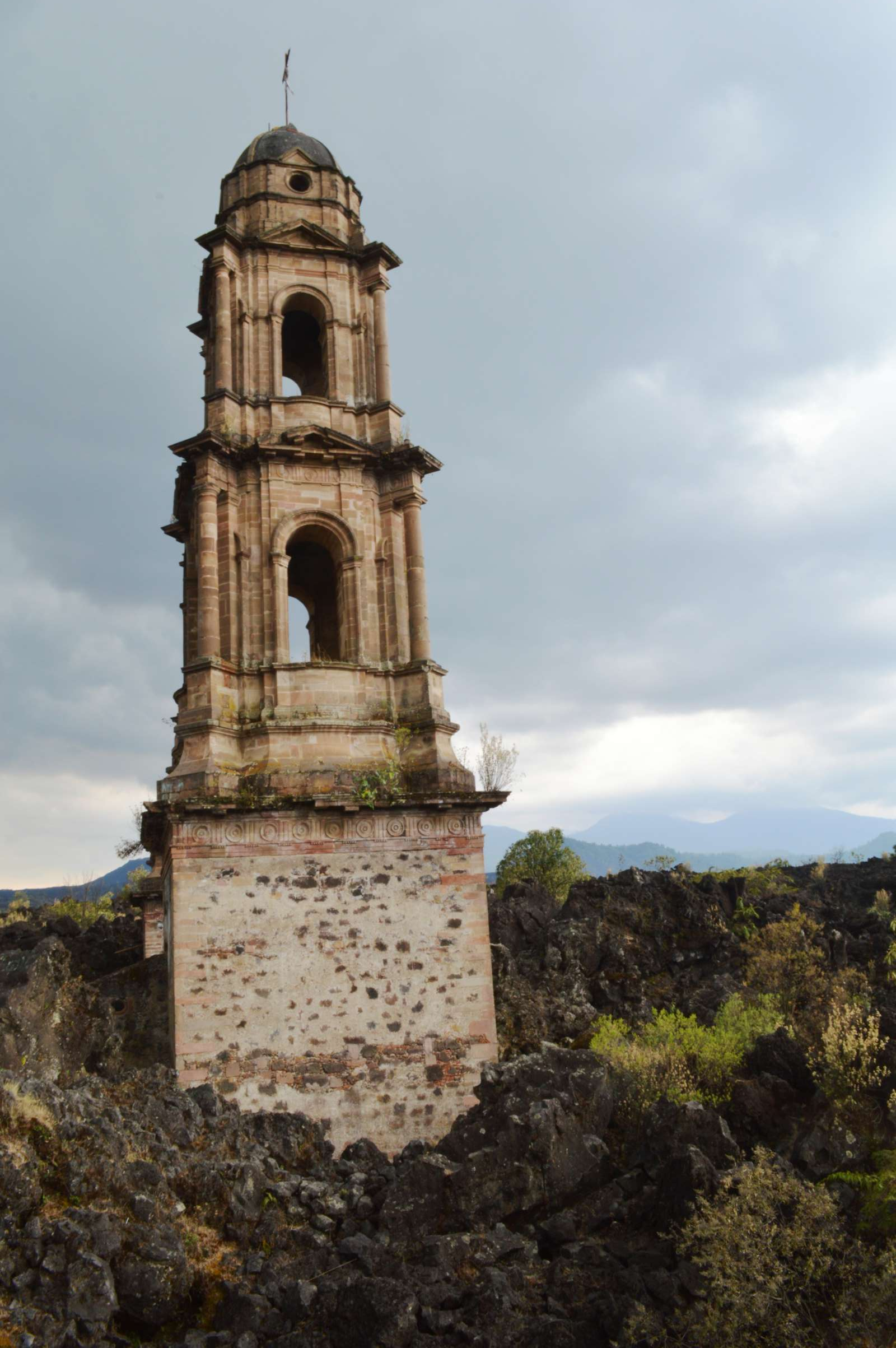
Der noch heute aus dem Lavafeld ragende Turm der Dorfkirche von San Juan Parangaricutiro

## Rezeption
Im Roman Stiller von Max Frisch behauptet der Protagonist Mr. White, bei eben jener Vulkangeburt auf einer Tabakplantage gearbeitet zu haben. Er versucht u. a. damit seinen Anwalt davon zu überzeugen, dass er nicht der gesuchte Stiller sei.
Egon Erwin Kisch widmet in seinem Werk Entdeckungen in Mexiko (1945) ein Kapitel dem Ausbruch des Vulkans und erwähnt dabei auch auf die von Dionisio Pulido überlieferte Entstehungsgeschichte.
Die „Geburt“ des Paricutín spielt in dem Roman Zusters van Liefde von Albert Helman (Uitg. Nijgh & Van Ditmar, Amsterdam 1988) eine zentrale Rolle.
1970 war der Kraterrand des Vulkans Ort für ein Land-Art-Projekt des britisch-amerikanischen Künstlers Peter Hutchinson.

### Fotos und Videos
- Volcano Paricutin auf YouTube (Dokumentation, englisch, 4 min)

### Wissenschaftliche Beiträge
- Michoacán Vulkanfeld im Global Volcanism Program der Smithsonian Institution (englisch)
- V. Camp: Paricutin, How Volcanoes Work, Dept. of Geological Sciences, San Diego State University (englisch)